# Star-Club
Star-Club je bio glazbeni klub iz Hamburga, u Njemačkoj otvoren u petak 13. travnja 1962., nastupom grupe The Beatles. Klub su osnovali i vodili Manfred Weissleder i Horst Fascher. Šesdesetih godina mnogi velikani rock glazbe nastupali su u tom klubu. Star-Club je prestao s radom 31. studenog 1969., a zgrada u kojoj se nalazio izgorjela je u požaru 1987. Klub je djelovao na adresi Große Freiheit 39 u najužem gradskom centru u kvartu St. Pauli, poznatom po burnom noćnom životu velikog lučkog grada. Klub je stekao svjetsku slavu kao odskočna daska sastava the Beatles, koji su u klubu nastupali od 13. travnja 1962. do 31. svibnja 1962., pa zatim još jednom od 1. studenog 1962. do 31. studenog 1962. Ovaj posljednji nastup je snimljen i izdan kao album 1977. pod nazivom Live! at the Star-Club in Hamburg, Germany; 1962.
Inače Beatlesi su prvi put nastupili u Hamburgu, već 18. rujna 1960. u klubu Indra (u istoj ulici - Große Freiheit).

## Poznati glazbenici koji su nastupali u Star-Clubu
U klubu su nastupali engleski glazbenici The Beatles, Black Sabbath (pod tadašnjim imenom Earth), Cream, Dave Dee, Dozy, Beaky, Mick & Tich, The Remo Four, The Searchers, Richard Thompson, Soft Machine, zatim američki glazbenici Ray Charles, Bo Diddley, Fats Domino, Everly Brothers, Bill Haley, Jimi Hendrix, Johnny and the Hurricanes, Brenda Lee, Jerry Lee Lewis (koji 
je snimio album u živo "Live at the Star Club") i Little Richard.

## Izdanje gramofonskih ploča Star-Club
Pod okriljem velike izdavačke kuće Philips Records vlasnici kluba su šesdesetih godina izdavali ploče s pop i rock glazbom pod imenom Star-Club.

## Vanjske poveznice
- http://www.center-of-beat.com/  Arhivirana inačica izvorne stranice od 13. lipnja 2008. (Wayback Machine) Informacije o Star-Clubu ( s engleskih glazbenog portala - beat )
- [neaktivna poveznica] Informacije o Star-Clubu
- http://www.merseycats.com/Maja's-Memories-of-the-Star-Club.html  Arhivirana inačica izvorne stranice od 13. travnja 2014. (Wayback Machine) Sjećanje na otvaranje Star-Cluba (engleski), uz live snimku Beatlesa (A Taste of Honey)